# Eerste wet van Gossen

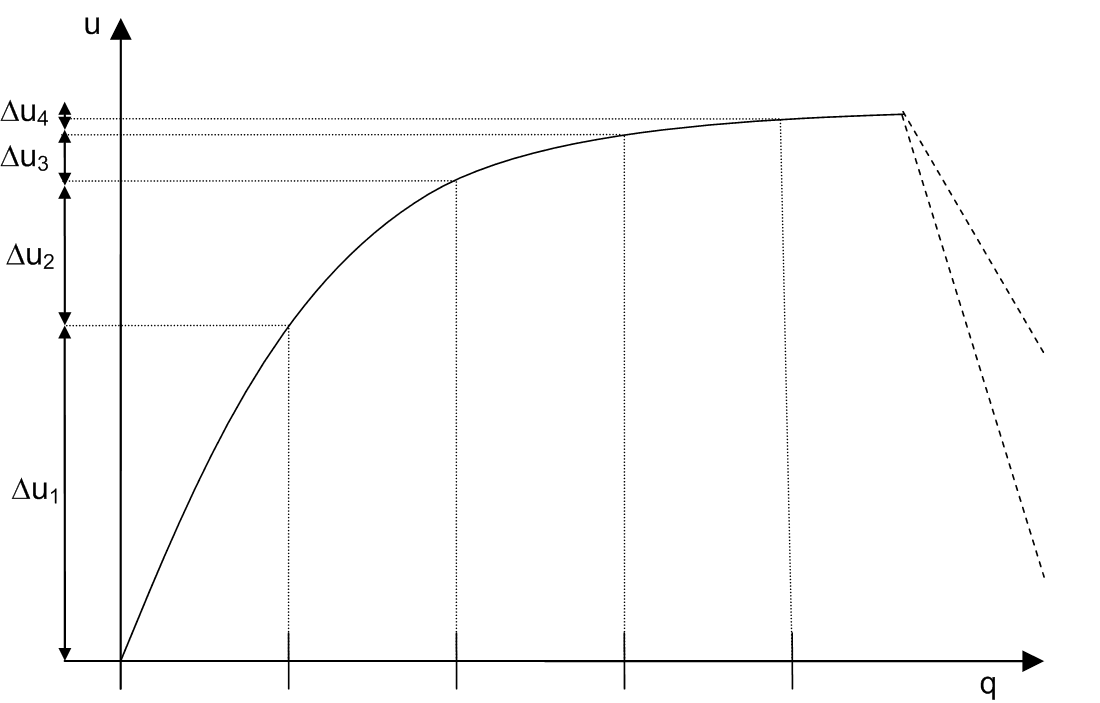
Afname van het grensnut, u = nut, Δu = grensnut, q = geconsumeerde hoeveelheid

De eerste wet van Gossen of wet van het afnemend grensnut is de stelling dat het marginale nut van het aanschaffen van een extra goed of dienst afneemt. Deze economische wet werd geformuleerd door de Duitse econoom Hermann Heinrich Gossen. Dit was de basis voor de latere marginale revolutie in de economische wetenschappen waarbij de gevolgen van de consumptie van steeds een extra eenheid wordt onderzocht.

## Algebraïsche formulering
De algemene nutsfunctie {\displaystyle U=U(Q_{1},\ldots ,Q_{n})}, als functie van de hoeveelheden {\displaystyle Q_{1},\ldots ,Q_{n}} van de goederen {\displaystyle 1,\ldots ,n}, neemt toe bij het verschaffen van telkens een extra eenheid. Het nut neemt altijd toe, maar dit is niet specifiek en kan geen antwoord bieden aan de evolutie van dit toenemende algemene nut.
Voor het grensnut (waarbij {\displaystyle MN} staat voor Marginale Nut) van goed {\displaystyle i} geldt:
{\displaystyle MN_{i}={\frac {\partial U_{i}}{\partial Q_{i}}}>0}
Deze formule geeft de relatie tussen de drie grootheden:
{\displaystyle {\frac {\partial MN_{i}}{\partial Q_{i}}}<0}